# Икономически и социален съвет
Икономическия и социален съвет (ИСС) е български консултативен орган, имащ за цел да осигури участието на гражданското общество по въпросите на икономическото и социално развитие на страната.
Той е създаден със Закон за Икономически и социален съвет на България (обн. в ДВ бр. 41/2001 г.), приет от XXXVIII народно събрание. Като действащ орган съветът е конструиран с провеждането на първата му пленарна сесия на 10 декември 2003 г. ИСС  има аналогични правомощия и функции на сходни консултативни (тристранни) органи в други страни, както и на Икономическия и социален комитет на ЕС. В ИСС няма представители на държавата (за разлика от тристранните съвети, в които членове са и представители на правителството), което го прави независим от изпълнителната и законодателната власт консултативен орган. Актовете на Съвета се разработват по предложение на президента на републиката, на председателя на Народното събрание, на Министерския съвет, както и по своя собствена инициатива.
Икономическият и социален съвет има свой бюджет в рамките на бюджета на Народното събрание, чието разходване се контролира от Сметната палата.

## Председатели
През 2003 г. първи председател на Икономическия и социален съвет става проф. д-р Лалко Стойчев Дулевски.
На 3 декември 2020 г., Зорница Русинова е избрана за председател на ИСС от Народното събрание на Република България по Решение на МС от 15.10.2020 г. Към датата на избора ѝ тя е заместник-министър на труда и социалната политика.

## Конституиране, състав и ръководство
Пленарната сесия на ИСС се състои от председател и 36 членове, които са разпределени по представителство в три групи по 12 членове. Групите са на работодателските организации, на синдикалните организации и на гражданския сектор.
Пленарната сесия приема Правилник за дейността на ИСС, одобрява проекта на годишните планове и отчети за дейността, проекта на годишен бюджет, приема актовете на ИСС, утвърждава заместник-председателите, избира председателите и членовете на постоянните и временно действащите комисии и др. Сесията приема решения за одобряване на становища, анализи и резолюции разработени от постоянните комисии към съвета. Тя приема становища по проекти на закони, на национални планове и програми на Министерския съвет; по актове на Народното събрание; по стратегически проблеми на икономическата и социалната политика, както и по годишни меморандуми за икономическо и социалното развитие на страната. Може да приема и анализи по важни обществени теми, както и резолюции по актуални проблеми на икономическата и социалната политика и на гражданското общество.
Председателският съвет се състои от председателя и трима заместник-председатели. Заместник-председателите са по един представител от всяка група. Този ръководен орган на ИСС обсъжда и предлага на пленарната сесия резолюции по актуални проблеми на икономическата и социалната политика на гражданското общество, проектите на Правилника за дейността, годишния план за работа, годишния отчет за дейността и други проекти на документи, свързани с дейността на съвета. Решенията на Председателския съвет се приемат с единодушие.

## Стратегически приоритети
Новият мандат на ИСС, 2021 – 2025 г., започва в условия на действаща пандемична обстановка, причинена от коронавируса, както и на разрастваща се икономическа, социална и политическа криза в света. В този контекст, стратегическите приоритети на Съвета за периода включват:
- Европейският зелен пакт и устойчиво развитие на България.
- Технологична трансформация и дигитализация на икономиката и обществото.
- Европейският стълб на социалните права (ЕССП) – Европейският план за действие за ЕССП и проекцията му за първия национален план на България.